# دومین دوره کتاب سال جمهوری اسلامی ایران
مراسم دومین دوره کتاب سال جمهوری اسلامی ایران در بهمن ۱۳۶۳ در تهران برگزار شد.

## جایزه کتاب سال جمهوری اسلامی ایران
جشنواره جایزه کتاب سال جمهوری اسلامی ایران، مهمترین رویداد فرهنگی در حوزه فرهنگ مکتوب در دوره جمهوری اسلامی ایران است که نخستین دوره آن در سال ۱۳۶۳ هجری شمسی برگزار شده‌است. تا پیش از پیروزی انقلاب اسلامی در ایران، از سال ۱۳۳۴ هجری شمسی، جایزه‌ای تحت عنوان کتاب سال برگزار می‌شد. این جشنواره تا سال ۱۳۵۶ ادامه داشت اما در آن سال به جهت اتفاقات سیاسی در ایران، به تعویق افتاد و دیگر اجرا نشد. در اواخر سال ۱۳۶۱ موضوع گزینش بهترین کتاب‌های سال در وزارت فرهنگ و ارشاد اسلامی مطرح شد و در شهریور سال بعد آیین نامه اجرایی آن به تصویب وزیر فرهنگ و ارشاد اسلامی رسید. بر اساس این آیین‌نامه، بهترین کتاب‌های چاپ شد در موضوعات مختلف پس از بررسی استادان و صاحب‌نظران علمی و فرهنگی، انتخاب و طی مراسم به‌خصوصی در ایام مشهور به دهه فجر (۱۲ تا ۲۲ بهمن)، معرفی شوند. هر سال وزارت ارشاد از ناشران و مولفین تقاضا می‌کند تا نسخه‌ای از آثاری که نخستین بار در سال اخیر به چاپ رسانده‌اند را برای این جشنواره ارسال نمایند. مدیرعامل این جشنواره نیکنام حسینی‌پور، معاون فرهنگی آن سید سعید میرمحمدصادق و مدیر جشنواره، علی علی‌محمدی است. دبیری این جشنواره در طول ۳۶ دوره ابتدایی آن را آقایان علی اوجبی (سال‌های ۱۳۸۸، ۱۳۸۵–۱۳۸۴)، سید محمود یوسف‌ثانی (۱۳۷۸–۱۳۶۸)، محمدرضا سرشار (۱۳۸۹)، محمدعلی رمضانی فرانی (۱۳۸۷)، منوچهر اکبری (۱۳۸۶)، محمدعلی مهدوی‌ راد (۱۴۰۱–۱۳۹۳)، نجفقلی حبیبی (۱۳۹۲) و مجید حمیدزاده (۱۳۹۱–۱۳۹۰) عهده‌دار بوده‌اند. هیئت داوران نیز از میان استادان دانشگاه و حوزه علمیه و همین‌طور متخصصان و صاحب‌نظران علمی و فرهنگی، از سوی دبیرخانه جشنواره انتخاب می‌شوند.
شیوه داوری این جشنواره، در سه مرحله تدوین شده‌‌است. در مرحله نخست،‌ تمام آثار ارسالی به جشنواره، مورد ارزیابی اولیه توسط هیئت داوری گروه‌های مربوط قرار می‌گیرد و پس از آن، آثار با رای اکثریت به مرحله دوم مسابقه ارسال خواهند شد. در مرحله دوم، آثار توسط حداقل سه تن از داوران انتخابی از جانب هیئت داوری که در هر موضوع مشخص، معین می‌شوند بررسی می‌گردند و نتایج ارزیابی در کاربرگ‌های ویژه‌ای درج می‌گردد. کتاب‌هایی که موفق به کسب حداقل ۸۰ امتیاز از مجموع ۱۰۰ امتیاز مندرج در کاربرگ بشوند، به مرحله نهایی داوری راه می‌یابند. در مرحله نهایی، کاربرگ‌ها توسط هیئت داوران مورد بررسی قرار خواهند گرفت و در نهایت آثار برگزیده به هیئت علمی جشنواره معرفی می‌گردند. در نهایت آثاری که رای سه نفر از داوران یک اثر از میان آثار در بخش تالیف و تصحیح به شرط اتخاذ ۹۰ امتیاز یا بیشتر و در بخش ترجمه، ۹۵ امتیاز و بیشتر، به عنوان اثر برگزیده معرفی می‌شود. تا پیش از دوره چهاردهم این جشنواره، داوران از جانب هیئت علمی معرفی نمی‌شدند و پس از آن نیز در قالب کاربرگ‌ها نام برخی از داوران مشخص می‌شد. در این داوری سه نکته اساسی همواره مورد اهتمام قرار خواهد گرفت: ارتقاء بخشیدن به سطح علمی و فرهنگی کشور؛ سلیس بودن زبان اثر و رعایت قواعد دستور زبان فارسی و داشتن کیفیت مطلوب از نظر طبع و نکات فنی چاپ. در پایان جشنواره، برندگان جایزه کتاب سال، در طی مراسمی به میزبانی وزارت فرهنگ و ارشاد اسلامی، موفق به کسب لوح تقدیر از ریاست جمهوری و همین‌طور جوایزی عموما سکه طلا بهار آزادی می‌شوند.
کتاب آینه دوران که در چهلمین سال پیروزی جمهوری اسلامی برای جمع آوری برندگان، داوران و شایستگان تقدیر این جشنواره تهیه و منتشر شده‌است. این اثر در بهمن ۱۳۹۷ توسط موسسه خانه کتاب تهیه شده‌است. از مولفین این اثر می‌توان به علی علی‌محمدی، سحر برین‌خو، فاطمه مقدس‌زاده، مسعود بهزادی‌راد، معصومه قزلباش، مهدی ملازاده، محمودجواد احمدی‌نیا، الهه رجبی‌فر، حمیده نوروزیان و لیلا اسدیان اشاره کرد.

## آثار برگزیده
راهنمای فهرست: (      ? = نامعین       ن/م = نداشتن مورد       و = وزیری       ر = رحلی       ق = رقعی       خ = خشتی)
| بخش                   | شاخه                       | ر  | عنوان اثر                                                                  | نویسنده(ها)               | مترجم(ها)             | مصحح‌(ها)          | ناشر  | ناشر                        | سال نشر | مشخصات کتاب | مشخصات کتاب | مشخصات کتاب |
| بخش                   | شاخه                       | ر  | عنوان اثر                                                                  | نویسنده(ها)               | مترجم(ها)             | مصحح‌(ها)          | مکان  | انتشارات                    | سال نشر | ج           | ص           | ط           |
| --------------------- | -------------------------- | -- | -------------------------------------------------------------------------- | ------------------------- | --------------------- | ----------------- | ----- | --------------------------- | ------- | ----------- | ----------- | ----------- |
| علوم و معارف اسلامی   | علوم قرآنی                 | ۱  | تاریخ قرآن                                                                 | محمود رامیار              | —                     | —                 | تهران | امیر کبیر                   | ۱۳۶۲ه.ش | ۱           | ۸۰۸         | ?           |
| علوم و معارف اسلامی   | حدیث                       | ۲  | الامالی لشیخ المفید                                                        | محمد بن محمد مفید         | —                     | حسین استاد ولی    | قم    | جامعه مدرسین حوزه علمیه قم  | ۱۳۶۲ه.ش | ۱           | ۴۶۴         | ?           |
| علوم و معارف اسلامی   | عقاید و کلام               | ۳  | معادشناسی                                                                  | سید محمدحسین حسینی طهرانی | —                     | —                 | تهران | حکمت                        | ۱۳۶۲ه.ش | ?           | ?           | ?           |
| علوم و معارف اسلامی   | فقه و اصول                 | ۴  | زمین در فقه اسلامی                                                         | سید حسین مدرسی طباطبایی   | —                     | —                 | تهران | دفتر نشر فرهنگ اسلامی       | ۱۳۶۲ه.ش | ۲           | ۵۴۶         | ?           |
| علوم و معارف اسلامی   | فقه و اصول                 | ۵  | مسائل الخلاف للشیخ الطوسی                                                  | محمد بن حسن طوسی          | —                     | محمدمهدی نجف      | قم    | بنیاد فرهنگ اسلامی          | ۱۳۶۲ه.ش | ۱           | ۳۴۶         | ?           |
| علوم و معارف اسلامی   | فقه و اصول                 | ۵  | مسائل الخلاف للشیخ الطوسی                                                  | محمد بن حسن طوسی          | —                     | جواد شهرستانی     | قم    | بنیاد فرهنگ اسلامی          | ۱۳۶۲ه.ش | ۱           | ۳۴۶         | ?           |
| علوم و معارف اسلامی   | فقه و اصول                 | ۵  | مسائل الخلاف للشیخ الطوسی                                                  | محمد بن حسن طوسی          | —                     | علی خراسانی کاظمی | قم    | بنیاد فرهنگ اسلامی          | ۱۳۶۲ه.ش | ۱           | ۳۴۶         | ?           |
| علوم و معارف اسلامی   | فقه و اصول                 | ۵  | مسائل الخلاف للشیخ الطوسی                                                  | محمد بن حسن طوسی          | —                     | مجتبی عراقی       | قم    | بنیاد فرهنگ اسلامی          | ۱۳۶۲ه.ش | ۱           | ۳۴۶         | ?           |
| علوم و معارف اسلامی   | فقه و اصول                 | ۶  | مجمع الفائده و البرهان فی شرح ارشاد الاذهان (جلد دوم و سوم)                | احمد بن محمد اردبیلی      | —                     | مجتبی عراقی       | قم    | جامعه مدرسین حوزه علمیه قم  | ۱۳۶۲ه.ش | ۲           | ۹۸۴         | ?           |
| علوم و معارف اسلامی   | فقه و اصول                 | ۶  | مجمع الفائده و البرهان فی شرح ارشاد الاذهان (جلد دوم و سوم)                | احمد بن محمد اردبیلی      | —                     | علی پناه‌‌اشتهاردی  | قم    | جامعه مدرسین حوزه علمیه قم  | ۱۳۶۲ه.ش | ۲           | ۹۸۴         | ?           |
| علوم و معارف اسلامی   | فقه و اصول                 | ۶  | مجمع الفائده و البرهان فی شرح ارشاد الاذهان (جلد دوم و سوم)                | احمد بن محمد اردبیلی      | —                     | حسین یزدی اصفهانی | قم    | جامعه مدرسین حوزه علمیه قم  | ۱۳۶۲ه.ش | ۲           | ۹۸۴         | ?           |
| علوم و فنون           | ریاضی                      | ۷  | اصول آنالیز ریاضی                                                          | والتر رودین               | علی‌اکبر عالم‌زاده      | —                 | تهران | علمی و فنی                  | ۱۳۶۲ه.ش | ۱           | ۴۷۲         | ?           |
| علوم و فنون           | ریاضی                      | ۸  | شیمی معدنی (جلد دوم)                                                       | علی‌اکبر رئیس‌شبری          | —                     | —                 | تهران | دانشگاه تربیت معلم          | ۱۳۶۲ه.ش | ۱           | ۷۹۶         | ?           |
| علوم و فنون           | ریاضی                      | ۸  | شیمی معدنی (جلد دوم)                                                       | محمدرضا ملاردی            | —                     | —                 | تهران | دانشگاه تربیت معلم          | ۱۳۶۲ه.ش | ۱           | ۷۹۶         | ?           |
| علوم و فنون           | زمین‌شناسی                  | ۹  | دگرریختی فلات قاره‌ای ایران‌زمین                                             | مانوئل بربریان            | —                     | —                 | تهران | سازمان زمین‌شناسی کشور       | ۱۳۶۲ه.ش | ۱           | ۵۰۰         | ر           |
| علوم و فنون           | پزشکی و بهداشت             | ۱۰ | تشریح سر و گردن و اعصاب مغزی                                               | یوسف محمدی                | —                     | —                 | تهران | مرکز نشر دانشگاهی           | ۱۳۶۲ه.ش | ۱           | ۴۱۴         | ?           |
| علوم و فنون           | پزشکی و بهداشت             | ۱۱ | تشخیص و درمان طبی بیماری‌ها                                                 | ماركوس‌ ا. كراپ            | عباس ادیب             | —                 | تهران | هنر                         | ۱۳۶۲ه.ش | ۱           | ۱۲۵۰        | ر           |
| علوم و فنون           | پزشکی و بهداشت             | ۱۱ | تشخیص و درمان طبی بیماری‌ها                                                 | میلتون‌ جی‌ چیتون           | عباس ادیب             | —                 | تهران | هنر                         | ۱۳۶۲ه.ش | ۱           | ۱۲۵۰        | ر           |
| علوم و فنون           | پزشکی و بهداشت             | ۱۱ | تشخیص و درمان طبی بیماری‌ها                                                 | لورنس‌ ام. تیپرنی          | عباس ادیب             | —                 | تهران | هنر                         | ۱۳۶۲ه.ش | ۱           | ۱۲۵۰        | ر           |
| علوم و فنون           | فنی و مهندسی               | ۱۲ | سیستم‌های مخابرات الکترونیکی (جلد اول)                                      | جرج کندی                  | فرخ حجت کاشانی        | —                 | تهران | فنی حسینیان                 | ?       | ۱           | ?           | ?           |
| علوم و فنون           | فنی و مهندسی               | ۱۲ | سیستم‌های مخابرات الکترونیکی (جلد اول)                                      | جرج کندی                  | صفیالدین صفوی نائینی  | —                 | تهران | فنی حسینیان                 | ?       | ۱           | ?           | ?           |
| علوم و فنون           | فنی و مهندسی               | ۱۳ | مقاومت مصالح (جلد دوم)                                                     | س. پی تیموشنکو            | ابراهیم ثنایی         | —                 | تهران | مرکز نشر دانشگاهی           | ۱۳۶۲ه.ش | ۱           | ۳۵۱         | ?           |
| علوم و فنون           | فنی و مهندسی               | ۱۳ | مقاومت مصالح (جلد دوم)                                                     | جیمز. ام گیر              | ابراهیم ثنایی         | —                 | تهران | مرکز نشر دانشگاهی           | ۱۳۶۲ه.ش | ۱           | ۳۵۱         | ?           |
| ادبیات و هنر          | تاریخ ادبیات و نقد ادبی    | ۱۴ | تاریخ ادبیات زبان عربی                                                     | حنا الفاخوری              | عبدالمحمد آیتی        | —                 | تهران | توس                         | ۱۳۶۲ه.ش | ۱           | ۸۳۹         | ?           |
| ادبیات و هنر          | نظم فارسی                  | ۱۵ | شناختی تازه از سعدی همراه با متن مصحح و معرب اشعار عربی سعدی و ترجمه فارسی | جعفر موید شیرازی          | جعفر موید شیرازی      | جعفر موید شیرازی  | تهران | لوکس (نوید)                 | ۱۳۶۲ه.ش | ۱           | ۲۱۳         | ?           |
| تاریخ                 | تاریخ اسلام و سیره معصومان | ۱۶ | مغازی (تاریخ جنگ‌های پیامبر)                                                | محمد بن عمر واقدی         | محمود مهدوی دامغانی   | —                 | تهران | مرکز نشر دانشگاهی           | ۱۳۶۲ه.ش | ۲           | ۶۶۶         | ?           |
| تاریخ                 | تاریخ تمدن اسلام           | ۱۷ | تاریخ تمدن اسلامی در قرن چهارم هجری                                        | آدام متز                  | عبدالهادی ابوریده     | —                 | تهران | امیر کبیر                   | ۱۳۶۲ه.ش | ۲           | ۶۱۴         | ?           |
| تاریخ                 | تاریخ تمدن اسلام           | ۱۷ | تاریخ تمدن اسلامی در قرن چهارم هجری                                        | آدام متز                  | علیرضا ذکاوتی قراگزلو | —                 | تهران | امیر کبیر                   | ۱۳۶۲ه.ش | ۲           | ۶۱۴         | ?           |
| مباحث‌ اجتماعی و سیاسی | مباحث‌ اجتماعی و سیاسی      | ۱۸ | اندیشه‌ی سیاسی در اسلام معاصر                                               | حمید عنایت                | بهاءالدین خرمشاهی     | —                 | تهران | خوارزمی                     | ۱۳۶۲ه.ش | ۱           | ۳۵۴         | ?           |
| منطق، فلسفه و عرفان   | منطق، فلسفه و عرفان        | ۱۹ | تاریخ فلسفه                                                                | فردریک کاپلستون           | سید جلال‌الدین مجتبوی  | —                 | تهران | مرکز انتشارات علمی و فرهنگی | ۱۳۶۲ه.ش | ۱           | ۳۷۰         | ?           |